# Дильфириб Кадын-эфенди
Дильфири́б Кады́н-эфе́нди (тур. Dilfirib Kadın Efendi; 1890, предположительно Стамбул – 1952, там же) — четвёртая жена (кадын-эфенди) османского султана Мехмеда V Решада, брак с которым оставался бездетным. После провозглашение республики Дильфириб не была депортирована из страны и обосновалась в Стамбуле.

## Биография
Турецкие историки Недждет Сакаоглу и Чагатай Улучай не указывают никакой информации о дате и месте рождения Дильфириб, а также о её происхождении. Сакаоглу, ссылаясь на учительницу султанских детей Сафие Унювар, а также Улучай называют её четвёртой женой (кадын-эфенди) Мехмеда V Решада. Турецкий мемуарист Харун Ачба пишет, что она была последней женой султана Решада, и о ней мало что известно. Вероятно, Дильфириб была черкешенкой и родилась в Стамбуле или его окрестностях в 1890 году. Она была отдана во дворец в молодом возрасте и вышла замуж за Мехмеда Решада, на тот момент наследника престола, в 1907 году. Ачба отмечает, что в официальных документах Дильфириб указывается как гёзде (фаворитка), однако вероятнее всего она первоначально была пятой женой, а после смерти в 1909 году Дюрриаден Кадын-эфенди получила титул четвёртой жены.
Брак с султаном оставался бездетным. Согласно Ачбе, в 1916 году Мехмед Решад наградил Дильфириб орденом Меджидие. Сафие Унювар в мемуарах «Дворцовые воспоминания» так пишет о Дильфириб: «Мы посетили и Дильфириб Кадын-эфенди. Мне было интересно, какая она. Потому что за день до этого мне сказали, что она молода и образованна. Она не заставила нас долго ждать, нас провели в её покои. Она радушно приняла моё приветствие и сказала: „Впервые во дворце есть дипломированный преподаватель. Если будете часто меня посещать, вместе будем изучать историю. Я очень люблю историю“. С тех пор мы поддерживали отношения. Она была молода, поэтому мы общались менее формально. Я часто посещала её покои».
После смерти султана Решада в 1918 году Дильфириб некоторое время ещё жила во дворце Йылдыз, а в 1924 году она переехала в особняк в Эренкёе или Ваникёе. Ачба уточняет, что особняк в Ваникёе Дильфириб приобрела на собственные средства у Махизер-ханым — сестры Фатьмы Песенд Ханым-эфенди, одной из жён Абдул-Хамида II. Сакаоглу считал, что из этого следует, что Дильфириб в 1924 году, когда другие члены династии были депортированы за пределы страны, не выехала за границу, а осталась в Стамбуле. Турецкий историк Йылмаз Озтуна в своей работе «Государства и Династии» пишет, что она вышла замуж во второй раз за офицера-ветеринара и у них родился сын; Ачба подтверждает эту версию, указывая годом заключения брака 1925 год. О дальнейшей судьбе сына Дильфириб ни Озтуна, ни Ачба никакой информации не приводят.
Сафие Унювар пишет, что проведывала её в последний раз в 1951 году вместе с одной из бывших дворцовых калф (служанок) Дильшикяр: к этому моменту Дильфириб Кадын-эфенди была тяжело больна — она умирала от рака. Дильфириб скончалась в 1952 году в особняке в Эренкёе или Ваникёе. Ачба пишет, что когда Дильфириб скончалась, это обнаружили не сразу: дворцовая служащая Мелекпер-ханым, с которой Дильфириб была близка как в период первого брака, так и в последние годы жизни, и у которой были ключи от её дома, обнаружила тело госпожи через три дня после её смерти. Свой особняк Дильфириб завещала Мелекпер-ханым, которая продала дом в 1955 году.